# Carlo Ferrarini
Carlo Ferrarini, all'anagrafe Carlo Ferrari, (Reggio nell'Emilia, 7 settembre 1767 – Quattro Castella, 19 aprile 1830) è stato un militare e patriota italiano.

## Biografia
Con l'inizio della campagna d'Italia si unì alle truppe francesi del generale Jean-Baptiste Dominique Rusca arruolandosi nella III coorte reggiana della Legione Cispadana.
Tra il 30 settembre ed il 4 ottobre 1796 una colonna di circa 150 soldati austriaci, dopo aver rotto l'assedio a Mantova, si era sbandata nella bassa modenese e reggiana sino a raggiungere il castello di Montechiarugolo, nel territorio del ducato di Parma e Piacenza, dove si era asserragliata. La notizia della presenza di un esercito imperiale nel contado era nel frattempo giunta a Reggio dove, tra apprensione ed eccitazione, si era deciso di formare un piccolo esercito per affrontare i nemici. Alla testa delle truppe reggiane, formate dai volontari della Guardia Civica e una quarantina di granatieri della Legione Cispadana, fu posto Ferrarini. Dopo aver attraversato l'Enza i reggiani circondarono il castello di Montechiarugolo e aprirono il fuoco sugli Austriaci. Questi ultimi, dopo una breve scaramuccia, essendo a corto di viveri e munizioni si arresero agli uomini di Ferrarini. L'episodio, strategicamente insignificante, ebbe una grande risonanza poiché era la prima volta che un esercito italiano propriamente detto si batteva contro uno straniero. Rientrato trionfalmente a Reggio, Ferrarini si portò poi a Milano dove, alla testa dei suoi uomini, offrì a Napoleone Bonaparte i fucili, le bandiere, ed i carriaggi catturati a Montechiarugolo. Promosso al grado di maggiore comandante della piazza di Reggio, fu poi rimosso a seguito degli incidenti scoppiati in città il 31 maggio dell'anno successivo. Dopo aver ricoperto alcuni incarichi amministrativi fu costretto ad abbandonare la sua città natale con l'arrivo delle truppe austro-russe nel 1799. Con la nascita della Repubblica Italiana ricoprì alcuni incarichi di sub-economo ai Beni Nazionali e di direttore del Demanio di Reggio.
Dopo il definitiva sconfitta di Napoleone ed il congresso di Vienna che restaurava su Reggio e Modena la dominazione ducale estense, Ferrarini si ritirò dalla vita pubblica. Nel 1826 fu tra gli organizzatori dei festeggiamenti per il passaggio da Reggio dell'imperatore d'Austria Francesco II.

## Riconoscimenti
A Reggio Emilia è stata dedicata una via a Ferrarini.